# Журнал парапсихологии
«Журнал парапсихологии» (англ. Journal of Parapsychology) — выходящий дважды в год американский журнал, освещающий «исследования» «пси-феноменов», таких как телепатия, ясновидение, прекогниция и психокинез, а также аномальных явлений.
Журнал был основан в апреле 1937 года Джозефом Бэнксом Райном из Университета Дьюка, американским ботаником, который стремился сделать парапсихологию разделом психологии. Издаётся парапсихологическим Исследовательским центром Райна; нынешним главным редактором является Салли Энн Друкер из того же центра. Журнал реферируется и индексируется в базе данных рефератов литературы в области психологии PsycINFO. Журнал публикует исследовательские отчёты, теоретические дискуссии, рецензии на книги и корреспонденцию, а также рефераты докладов, представленных на ежегодном собрании Парапсихологической ассоциации.
Согласно журналу британскому психологу Крису Френчу и др., издание «широко признано как журнал высочайшего качества в данной области». Однако парапсихология подвергается критике как псевдонаука, и научное сообщество её отвергает.
Журнал повлиял на широкое распространение термина «парапсихология», которое произошло начиная с 1937 года, после того, как вышел в свет первый номер этого издания.
Термин «пси», который парапсихологи используют для обозначения предполагаемой единой силы, по их мнению, лежащей в основе изучаемых ими явлений, в «Журнале парапсихологии» определяется как «персональные факторы или процессы в природе, которые выходят за рамки принятых законов» (1948) и «которые являются нефизическими по своей природе» (1962); используется для охвата заявленных явлений — как экстрасенсорного восприятия, «осознания или реакции на внешнее событие или влияние, не воспринимаемое сенсорными способами» (1962) или выведенное из сенсорного знания; так и психокинеза, «прямого влияния, оказываемого субъектом на физическую систему без какой-либо известной промежуточной энергии или инструментария» (1945).